# Achaean Range
Die Achaean Range ist ein Gebirgszug, der bis zu 1370 m hoch im Zentrum der Anvers-Insel im Palmer-Archipel aufragt. Die Range wird im Osten durch den Iliad-Gletscher und die Trojan Range, im Westen durch den Marr-Piedmont-Gletscher begrenzt. Sie reicht vom Mount Agamemnon 10 km nach Nordwesten, um dann für weitere 19 km nach Nordosten zum Mount Nestor abzubiegen.
Vermessungen der Range führte der Falkland Islands Dependencies Survey im Jahr 1955 durch. Das UK Antarctic Place-Names Committee benannte sie nach dem griechischen Volk der Achaier, das in Homers Ilias in den Trojanischen Krieg zog.